# Medalsari (Pangkalan)
Medalsari is een bestuurslaag in het regentschap Karawang van de provincie West-Java, Indonesië. Medalsari telt 3469 inwoners (volkstelling 2010).